# Кислых, Андрей Геннадьевич
Андрей Геннадьевич Кислых (род. 24 ноября 1976, Кемерово) — российский легкоатлет, специалист по барьерному бегу. Выступал за сборную России по лёгкой атлетике во второй половине 1990-х — первой половине 2000-х годов, чемпион Универсиады в Катании, многократный победитель и призёр первенств национального значения, участник двух летних Олимпийских игр. Представлял Кемеровскую и Новосибирскую области. Заслуженный мастер спорта России. Тренер по лёгкой атлетике.

## Биография
Андрей Кислых родился 24 ноября 1976 года в Кемерове.
Занимался лёгкой атлетикой под руководством тренеров Л. В. Сизовой, И. В. Спицыной, Р. И. Константиновой. Окончил Кемеровский государственный университет по специальности «физкультура и спорт».
Впервые заявил о себе на международном уровне в сезоне 1994 года, когда вошёл в состав российской национальной сборной и выступил на юниорском мировом первенстве в Лиссабоне, где в беге на 110 метров с барьерами стал шестым.
В 1995 году на юниорском европейском первенстве в Ньиредьхазе занял пятое место в беге на 110 метров с барьерами и завоевал серебряную медаль в прыжках в длину.
В 1996 году в беге на 60 метров с барьерами стал серебряным призёром на зимнем чемпионате России в Москве, показал пятый результат на чемпионате Европы в помещении в Стокгольме. Позже взял бронзу в беге на 110 метров с барьерами на летнем чемпионате России в Санкт-Петербурге. Благодаря череде удачных выступлений удостоился права защищать честь страны на летних Олимпийских играх в Атланте — с результатом 13,74 секунды остановился здесь на стадии четвертьфиналов.
В 1997 году одержал победу на зимнем чемпионате России в Волгограде, выступил на чемпионате мира в помещении в Париже. В продолжение сезона занял третье место в личном и командном зачётах на Кубке Европы в Мюнхене, взял бронзу на молодёжном европейском первенстве в Турку, стартовал на чемпионате мира в Афинах, превзошёл всех соперников на Универсиаде в Катании.
На чемпионате России 1999 года в Туле победил в беге на 110 метров с барьерами. Участвовал в Универсиаде в Пальме и в чемпионате мира в Севилье.
В 2000 году победил на зимнем чемпионате России в Волгограде, выступил на чемпионате Европы в помещении в Генте, получил серебро на летнем чемпионате России в Туле. Благополучно прошёл отбор на Олимпийские игры в Сиднее, где вновь остановился в четвертьфинале.
После сиднейской Олимпиады Кислых остался в составе российской легкоатлетической сборной на ещё один олимпийский цикл и продолжил принимать участие в крупнейших международных стартах. Так, в 2001 году он стал серебряным призёром на зимнем чемпионате России в Москве, выиграл летний чемпионат России в Туле, выступил на Универсиаде в Пекине.
В 2002 году на зимнем чемпионате России в Волгограде изначально финишировал вторым, но после дисквалификации Евгения Печёнкина переместился в итоговом протоколе соревнований на первую позицию. Позднее победил на летнем чемпионате России в Чебоксарах, стартовал на чемпионате Европы в Мюнхене.
В 2003 году был лучшим на зимнем чемпионате России в Москве, отметился выступлением на чемпионате мира в помещении в Бирмингеме, стал серебряным призёром на летнем чемпионате России в Туле.
На чемпионате России 2004 года в Туле взял бронзу в беге на 110 метров с барьерами.
Оставался действующим спортсменом вплоть до 2009 года, хотя в последнее время уже не показывал сколько-нибудь значимых результатов на международной арене.
За выдающиеся спортивные достижения удостоен почётного звания «Заслуженный мастер спорта России» (2010).
После завершения спортивной карьеры проявил себя на тренерском поприще, подготовил ряд титулованных легкоатлетов, в том числе известного десятиборца Сергея Свиридова.